# Monbana
Monbana est une entreprise française qui produit différents types de chocolats. Elle siège à Ernée, en Mayenne. Fondée en 1934 par Louis Guattari.

## Histoire
Lors de la Première Guerre mondiale, Louis Guattari, fondateur de Monbana, rencontre Pierre-François Lardet lui-même fondateur de Banania. C'est dans les tranchées que ces deux hommes deviennent amis, et Louis participe quelques années à la création et au développement de Banania.
En 1934, Louis crée sa propre manufacture de cacao à Courbevoie. Pour rendre hommage à son ami Pierre-François, il la nomme Monbana, pour rappeler le nom : « mon Banania ».
Au début des années 2000, Monbana travaille auprès de nombreux restaurants et salons de thé en tant que marque blanche.
Aujourd'hui, la marque tente de valoriser ses produits non plus en tant que marque blanche, mais sous la marque Monbana. Pour ce faire, elle a notamment ouvert 23 boutiques arborant toutes le nom de la marque.
En 2017, l'entreprise est rachetée par le groupe Buton, également propriétaire de Réauté Chocolat.

## Produits
Monbana commercialise plusieurs types de produits chocolatés, notamment du chocolat en poudre, des produits d'accompagnement du café, des amandes cacaotées, ainsi que des napolitains et divers assortiments de chocolats.

## Infrastructure
En 2017, Monbana est répartie sur 2 sites de production :
- Le premier, existant depuis 2003, est basé à Ernée en Mayenne et emploie 168 personnes en 2015[3]. Cette usine engendre 70 % du chiffre d'affaires de toute l'entreprise[3].
- Le deuxième, inauguré en septembre 2016, est situé à Saint-Sauveur-des-Landes, près de Fougères, en Ille-et-Vilaine[1]. Il a une superficie de 6 000 m2 et une capacité de production de 5 000 tonnes[1]. Peu après son inauguration, 47 salariés y travaillent[1].

Jusqu'en 2016, le plus ancien site de production était établi à Landivy, depuis 1985. 47 personnes y travaillaient en 2015. Sa fermeture a eu lieu fin juillet 2016, au profit de la nouvelle usine de Saint-Sauveur-des-Landes.
Monbana dispose aussi de ses propres boutiques réparties sur toute la France au nombre de 23.

## Sponsoring sportif
Monbana est partenaire du navigateur Maxime Sorel. Il le soutient dans son projet de Vendée Globe 2024-2025, à la barre de V and B-Monbana-Mayenne.